# Boophis andrangoloaka
A Boophis andrangoloaka a kétéltűek (Amphibia) osztályába, a békák (Anura) rendjébe és az Aranybékafélék (Mantellidae) családjába tartozó faj.

## Előfordulása
A faj Madagaszkár endemikus faja, az ország északkeleti részén Andrangoloaka környékén és az  Ambohitantely természetvédelmi  területen található meg. 